# Een rat in de val
Een rat in de val is het vijfde deel van de Nederlandse detectiveserie De Waal en Baantjer die vanaf deel 4 door alleen Simon de Waal werd geschreven, na het overlijden van Appie Baantjer.
De twee rechercheurs van deze detectiveserie werken op Politiebureau Raampoort aan de Marnixstraat. Het bureau Raampoort ziet onder andere toe op de Amsterdamse volkswijk De Jordaan.
De rechercheurs zijn:
- Peter van Opperdoes - Na 25 jaar recherchewerk aan het bureau Warmoesstraat heeft hij overplaatsing gevraagd naar bureau Raampoort. Hij woont aan de Brouwersgracht en is onlangs kinderloos weduwnaar geworden. Hij meent nog goed contact met zijn overleden vrouw te hebben.
- Jacob - Rechercheur van bureau Raampoort. Hij is getrouwd en heeft twee kinderen.

## Verhaal
Tijdens een grote schoonmaak van de Singelgracht zijn de twee rechercheurs er getuige van dat een Ford Mondeo wordt opgetakeld met daarin het lichaam van Albertus Johannes Fredericus Koolschijn, alias Bertje van de Dijk. Peter kent Bertje uit zijn tijd aan de Warmoesstraat, waar hij bekendstond als het ratje van de Zeedijk. Hij had destijds beloofd zijn leven te gaan beteren en wordt nu dood aangetroffen met stapels bankbiljetten en creditcards in zijn binnenzakken. Lijkschouwer Cathelijne de Wind stelt zakelijk vast dat de man al dood was voor hij te water raakte.
Op het politiebureau Raampoort blijkt dat de auto niet op naam van Bert stond geregistreerd, maar op ene Gilbert Lausberg. Diens echtgenote Karin geeft de rechercheurs uitleg en laat even verderop in een garage twee verbaasde rechercheurs een identieke Ford Mondeo zien met hetzelfde kenteken als dat van de auto die uit de Singelgracht was opgevist. Hugo Pastoor van de technische recherche stelt vast dat de auto van de familie Lausberg de originele Ford is; dus die van Bertje was een kloon. In de opgetakelde auto vinden ze een koffertje met veel sleutels en rode labeltjes en de vingerafdrukken van Bertje.
Terug op politiebureau Raampoort bespreekt Peter van Opperdoes met wachtcommandant Jan Rozenbrand het verleden van Bertje. Laatstgenoemde, voorheen wachtcommandant aan de Warmoesstraat, noemt Bertje een rat en hij vindt het niet vreemd dat Bertje gewurgd is gevonden in een auto in de gracht. De twee rechercheurs bezoeken de dementerende moeder van Bertje en komen zo bij zijn laatste vriendin, Jacqueline Donkers. Vervolgens blijkt dat een vermoorde Italiaan - Francesco Carboni - en een neergeschoten Nederlander - Peter Donkers - allebei in het bezit waren van sleutels met rode labeltjes.
De twee rechercheurs zoeken Peter Donkers in zijn ziekenhuisbed op en proberen zijn relatie met zus Jacqueline en overleden Bertje te peilen. Nadat ze Jacqueline onder zware druk hebben gezet, krijgen ze het woonadres van Bertje in de Jordaanse Driehoekstraat. Buurtbewoner Moos vertelt dat Bert in 'deurtjes' deed; topcriminelen kwamen bij hem sleutels van een tijdelijk Amsterdams onderkomen halen. Hij herkent ook van foto Francesco Carboni, die "ciao" tegen hem zei. Binnen bij Bertje vindt de recherche een luxe interieur, een glimmend vuurwapen en stapels bankbiljetten en een computer in slaapstand. Met daarin 35 adressen voor 35 rode labels voor 35 sleutels. En het vuurwapen wordt door Hugo Pastoor gelinkt aan de aanslag op Peter Donkers. De twee rechercheurs hebben nu een interessante driehoek: Jacqueline, broer Peter en Bertje. Peter van Opperdoes probeert van de lijkschouwer enig houvast te krijgen over de tijdstippen van de aanslag op Peter en de moord op Bertje. Na intensief speurwerk komen ze erachter dat ene meneer Wiggers zijn Ford Mondeo heeft verkocht aan Peter Donkers om te worden gekloond.
Aan het politiebureau meldt zich Gilbert Lausberg met twee parkeerovertredingen. En die twee documenten zetten het hele onderzoek op zijn kop. De familie Lausberg is niet het slachtoffer van Bertje maar Bertje is het slachtoffer van Karin Lausberg, die opdracht had gegeven de bestuurder van een Ford Mondeo met een opgegeven kenteken te vermoorden. Daartoe had zij eigenhandig grote bedragen geld gepind van een bankrekening, waarvan de pas volgens haar aangifte geskimd was. Ze was het vreemdgaan van Gilbert zat. Tot verbazing van de rechercheurs bekent Karin bovendien dat ze alle telefoongesprekken met haar huurmoordenaar heeft opgenomen.